# Kai Sievers
Kai Konrad Sievers, född 19 februari 1930 i Kotka, död 7 november 1994 i Helsingfors, var en finländsk läkare.
Sievers blev medicine och kirurgie doktor 1965. Han var 1969–1970 professor i hygien vid Uleåborgs universitet och 1971–1976 i folkhygien vid Åbo universitet; biträdande professor i socialmedicin vid Helsingfors universitet från 1977.
Sievers publicerade vetenskapliga undersökningar från reumatologins, sexologins och folkhygienens områden samt några lyrikantologier. Han var en av medförfattarna till den 1974 publicerade rapporten om finländarnas sexualvanor och deltog i redigeringen av en 1984 offentliggjord kartläggning av de homosexuellas situation i Finland.